# 워커 아트 센터

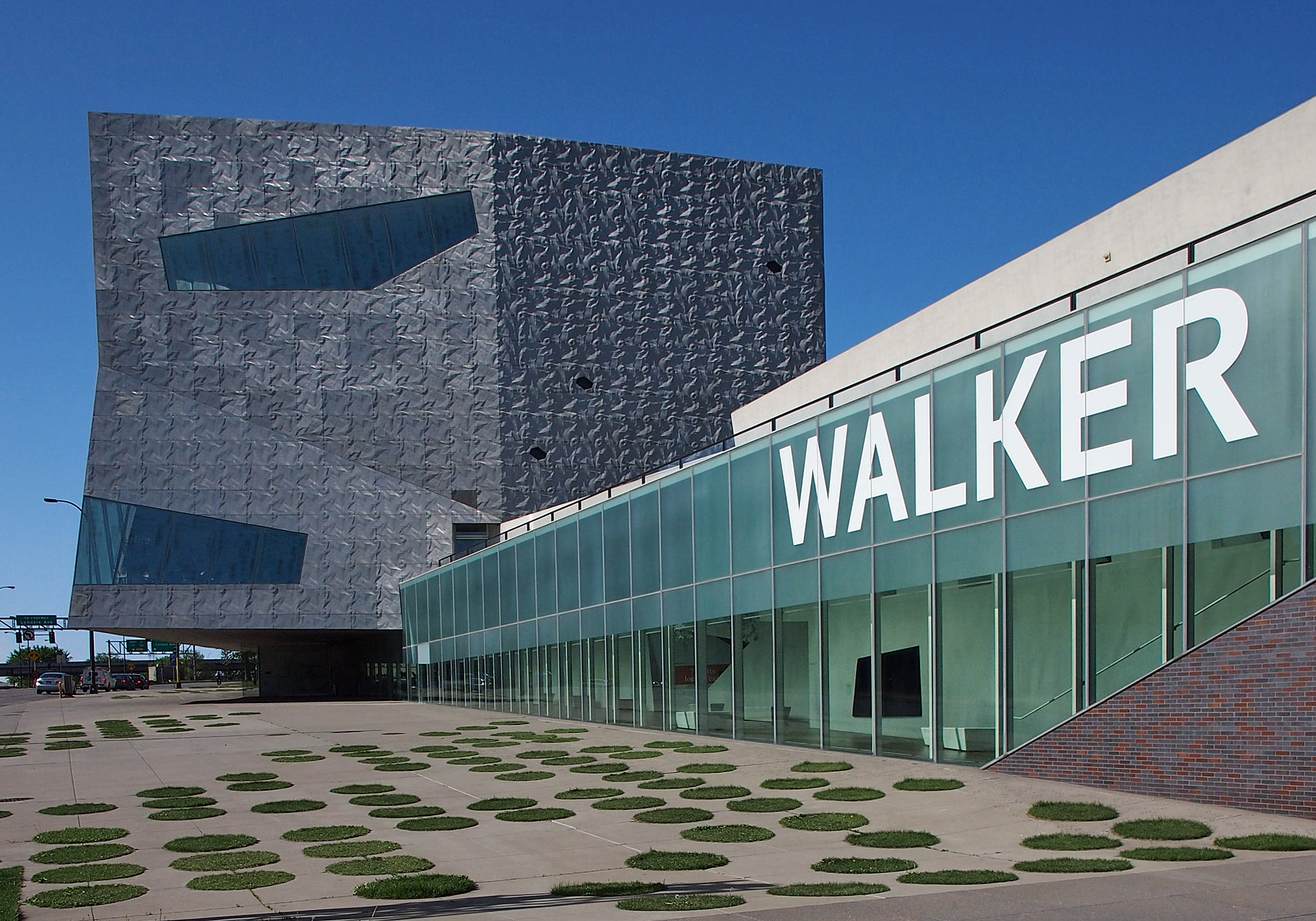

워커 아트 센터(Walker Art Center)는 미국 미네소타주 미니애폴리스 로리 힐 지역에 위치한 다학제 현대 미술 센터이다. 워커 아트 센터는 미국에서 가장 많은 방문객이 찾는 근현대 미술관 중 하나로, 인근의 미니애폴리스 조각 정원과 카울스 온실과 함께 연간 약 70만 명의 방문객을 맞이한다. 이 미술관의 상설 소장품에는 서적, 의상, 드로잉, 미디어 작품, 회화, 사진, 판화, 조각 등 13,000점이 넘는 근현대 미술 작품이 포함되어 있다.
워커 아트 센터는 1879년 목재왕 토마스 바로우 워커의 자택에 미술관으로 문을 열었다. 워커는 1927년 공식적으로 자신의 컬렉션을 워커 미술관으로 설립했다. 공공사업진흥청(WPA)의 연방 예술 프로젝트의 지원으로 워커 미술관은 1940년 1월 워커 아트센터로 명칭이 변경되었다. 워커 미술관은 2015년 공공 예술 센터 개관 75주년을 기념했다.
에드워드 라라비 반스가 설계하고 1971년 개관한 워커 미술관의 신관은 2005년 대대적인 확장 공사를 거쳤다. 스위스 건축가 헤르조그 & 드 뫼롱이 증축한 건물에는 갤러리 공간, 극장, 레스토랑, 상점, 그리고 특별 행사 공간이 추가되었다.